# スクエア・ピアノ

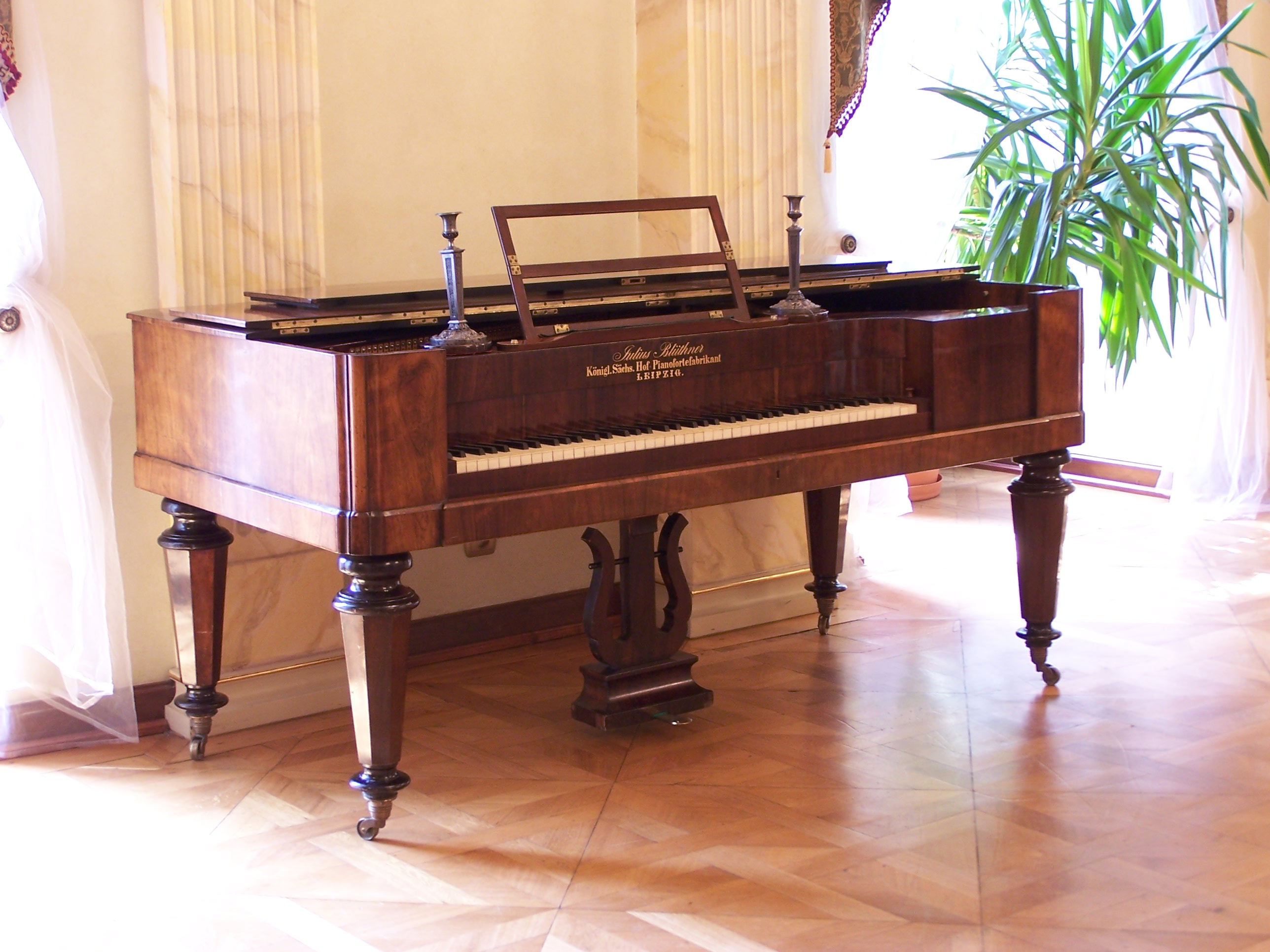
スクエア・ピアノ

スクエア・ピアノ（英: Square piano, 独: Tafelklavier）は、かつて製造されたピアノの形態の一種。長方形のケース内のハンマー上部に弦が斜めに張られ、長辺に鍵盤を備え、短辺の洞内に響板を設けたピアノである。

## 概要
ゴットフリート・ジルバーマンやフレデリチの発明、ギヨーム＝レブレヒト・ペツォルト、アルフィアス・バブコックの改良であるなどとされる。イングランドやウィーンのスクエア・ピアノは、アクションにおいても外観においても1760年頃より多様なデザインのものが作られた。競争の激しい産業であり、かつ楽器自体の仕組みも比較的未熟なものであったことが手伝い、初期には実験的な試みが続いた。そうした中で現在は廃れた調整器（音響を変更する効果）やその他の機構（膝レバー、ハンドストップ）が生まれている。ロンドンにおける流通量の爆発的増加はヨハネス・ツンペによってもたらされたとされることが多い。彼の楽器が大きな人気を獲得した要因は、その手ごろな構造と価格に求められる。1860年代にはスクエア・ピアノに金属フレームが導入され、これによって弦の張力を高めてより大きな音量を得ることが可能になった。しかしながら、サイズが大きくなるにつれてアップライトピアノ型のデザインが経済性で優位となっていき、スクエア・ピアノはアップライトピアノに家庭用楽器としての地位を譲る形で次第に姿を消していき、現在では製造されていない。1890年代にアメリカ合衆国で大量生産された鋼鉄のフレームを用いて評価の高いスタインウェイ・アンド・サンズのスクエア・ピアノは、1世紀前に一世を風靡したツンペの木製フレームの楽器に比べると2.5倍の大きさであった。日本最古のピアノは、1823年にフィリップ・フランツ・フォン・シーボルトより贈られたもので、山口県萩市の熊谷美術館に現存するが、これもスクエア・ピアノである。

## ギャラリー

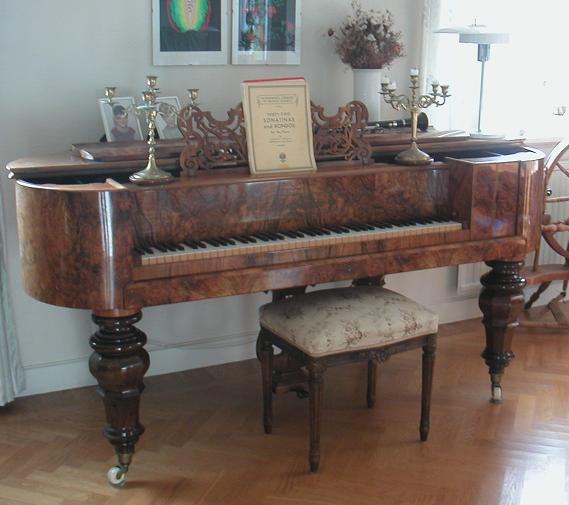
スクエア・ピアノ （ただし、写真の例は完全な長方形ではない）
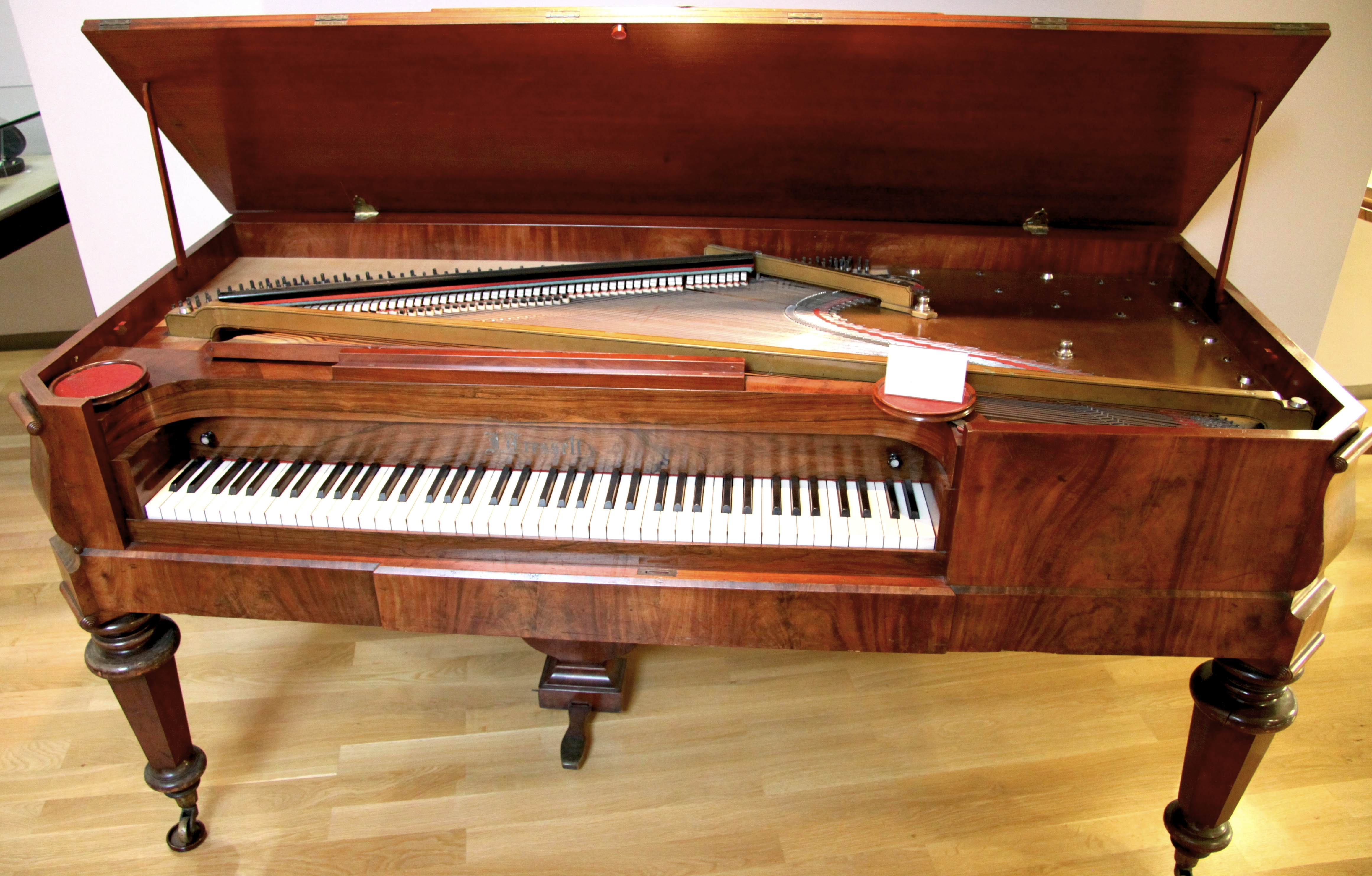
蓋を開けた状態のスクエア・ピアノ
イングランド式留め具付きダブル・アクション 1830年頃（ガイプが1786年に開発）
オーバーダンパー付きのアメリカ式シングル・アクション 1870年頃 （ペツォルトが1809年に開発）
ツンペのシングル・アクション 1766年
エラールのダブル・パイロット・アクション 1790年、「ツンペのセカンド・アクション」1788年頃

## 関連文献
- Goold, Madeline, Mr. Langshaw's Square Piano, BlueBridge, 280 pages[1]